# Mélanie
Mélanie – francuski album Kanadyjskiej piosenkarki Céline Dion, wydany w Quebecu (Kanada), 22 sierpnia 1984. Jest to szósty francuski album wokalistki.

## Historia albumu
Tytułowy utwór dedykowany był małej siostrzenicy Céline Dion, Karine u której wykryto mukowiscydozę. 
Album stał się kolejnym komercyjnym sukcesem, osiągając złoto w Kanadzie i sprzedając się w nakładzie 175 tys. kopii. Dion zaśpiewała "Une colombe" dla Jana Pawła II przed 65 tys. ludźmi na stadionie olimpijskim w Montrealu (1984).
Następnego roku, Dion wygrała pięć nagród Felix Award między innymi za: album roku i najlepiej sprzedający się album roku.

## Lista utowrów
1. „Mélanie” – 3:43
2. „Chante-moi” – 3:21
3. „Un amour pour moi” – 3:20
4. „Trop jeune à dix-sept ans” – 4:40
5. „Mon rêve de toujours” – 4:17
6. „Va où s'en va l'amour” – 3:20
7. „Comme on disait avant” – 3:30
8. „Benjamin” – 4:30
9. „Trois heures vingt” – 3:34
10. „Une colombe” – 3:08